# Radio 88.6
Radio 88.6 ist ein österreichischer Privatradiosender mit Sendegebiet Wien, Niederösterreich, Burgenland, Oberösterreich, Tirol und Steiermark. Gesendet wird bundesweit auf DAB+, in Wien auf der UKW-Frequenz 88,6 MHz sowie im Wiener Kabelnetz auf 91,6 MHz. Außerdem sendet Radio 88.6 auf den ehemaligen Frequenzen von Hit FM in Niederösterreich und dem Burgenland. Radio 88.6 ist ein Unternehmen der Medien Union GmbH Wien, welche eine hundertprozentige Tochter der Medien Union GmbH Ludwigshafen ist.
Der Sender, dessen Kernzielgruppe die 25- bis 49-Jährigen sind, hat eine technische Reichweite von 3,2 Millionen Hörern.

## Geschichte
Der Sender startete am 1. April 1998 um 0:00 Uhr als 88.6 Der Musiksender, obwohl im Vorfeld der Name 88.6 Live kommuniziert worden war. Später nannte er sich 88.6 Der Supermix beziehungsweise 88.6 Der Supermix für Wien und 88.6 – Wir spielen, was wir wollen. Mittlerweile tritt der Sender unter 88.6 So rockt das Leben. auf.
Im Oktober 2005 verabschiedete sich der Sender unter dem Motto Wir spielen, was wir wollen vom herkömmlichen Formatradio. Der Relaunch brachte damals einen neuen, lockeren Moderationsstil sowie eine enorm vergrößerte Musikauswahl mit sich. Das Programm orientierte sich nicht nur an erfolgreichen Titeln der 1980er und 1990er Jahre und aktuellen Hits, sondern ebenfalls an Raritäten der Musikgeschichte, die bei herkömmlichen Formatradios keinen Platz finden. Dabei spielte es keine Rolle, welchem Jahr oder welcher Musikrichtung diese zuzuschreiben sind. Gespielt wurde Musik aus allen Jahrzehnten und jeglichen Musikstilen. Zusätzlich gab es halbstündlich aktuelle Verkehrsinformationen und stündliche Nachrichten (10 Minuten vor jeder vollen Stunde). Claim und Musikformat waren dabei inspiriert vom amerikanischen Jack-FM-Format.
Mitte Mai 2012 fusionierte 88.6 mit HiT FM. Mit dem Zusammenschluss wurde der Slogan Wir spielen, was wir wollen wieder gekippt. Seither ist eine Annäherung an das Sendeschema eines Formatradios zu erkennen. Das Programm ist in Niederösterreich jedoch weiterhin ein anderes als das in Wien und wird als 88.6 Der Musiksender in Niederösterreich geführt. Das Programm in Niederösterreich und dem Burgenland wird von St. Pölten aus gesendet; Musik und Moderation für den Raum Wien werden jedoch wie zuvor aus Wien-Heiligenstadt gesendet.
Seit Jänner 2017 sendet Radio 88.6 in Wien, Niederösterreich und im Burgenland einheitlich. Mit der Gesetzesnovelle zum PrR-G im Sommer 2015 wurde eine neue Form von Privatradio-Lizenzen und damit Zusammenschlüsse von Regional- beziehungsweise Lokalradios zu einer bundeslandübergreifenden Regionalradio-Lizenz ermöglicht. Durch die Vereinheitlichung kam es zu einem Markenrelaunch mit neuem Slogan: So rockt das Leben.
Seit Jänner 2024 wird das Tiroler T-ROCK Radio von Radio 88.6 übernommen. Die Technische Abwicklung erfolgt weiterhin aus Innsbruck.

## Empfang

### DAB+
Zunächst war Radio 88.6 im DAB+-Multiplex Wien enthalten, seit 28. Mai 2019 ist es über den landesweiten DAB+-Bundesmux-Kanal 5B zu empfangen, der derzeit gut 50 Prozent Österreichs abdeckt. Weiters ist der Sender weltweit über einen Live-Stream hörbar.

### UKW
| Bundesland       | Sendegebiet                      | Frequenz |
| ---------------- | -------------------------------- | -------- |
| Wien             | Wien und Wien-Umgebung           | 088,6    |
| Wien             | Wien-Penzing                     | 090,5    |
| Niederösterreich | Mostviertel                      | 103,3    |
| Niederösterreich | Oed                              | 096,0    |
| Niederösterreich | Lunz am See                      | 102,2    |
| Niederösterreich | Scheibbs                         | 106,1    |
| Niederösterreich | Traisen                          | 102,7    |
| Niederösterreich | Waidhofen an der Ybbs            | 106,6    |
| Niederösterreich | Niederösterreich Süd             | 106,7    |
| Niederösterreich | Alland                           | 092,6    |
| Niederösterreich | Baden                            | 100,2    |
| Niederösterreich | Neunkirchen                      | 098,2    |
| Niederösterreich | Bruck an der Leitha              | 091,1    |
| Niederösterreich | Nebelstein                       | 104,9    |
| Niederösterreich | Gföhl                            | 107,4    |
| Niederösterreich | Horn                             | 101,6    |
| Niederösterreich | Krems                            | 106,2    |
| Niederösterreich | Waidhofen an der Thaya           | 096,4    |
| Niederösterreich | Zwettl                           | 096,6    |
| Niederösterreich | Weinviertel                      | 101,0    |
| Niederösterreich | Ernstbrunn / Leiser Berge        | 101,0    |
| Niederösterreich | Hollabrunn                       | 104,7    |
| Burgenland       | Burgenland                       | 106,3    |
| Burgenland       | Jennersdorf                      | 096,6    |
| Burgenland       | Südburgenland                    | 105,5    |
| Oberösterreich   | Linz und Linz-Land               | 102,0    |
| Oberösterreich   | Freistadt                        | 090,6    |
| Oberösterreich   | Wels                             | 095,8    |
| Oberösterreich   | Traunviertel                     | 090,6    |
| Oberösterreich   | Steyr                            | 099,4    |
| Tirol            | Innsbruck und Innsbruck-Umgebung | 103,8    |
| Tirol            | Stubai und Wipptal               | 107,1    |
| Tirol            | Jenbach-Kundl                    | 098,6    |
| Tirol            | Zillertal                        | 091,2    |
| Tirol            | Kufstein                         | 092,2    |
| Tirol            | Wörgl                            | 092,2    |
| Tirol            | Scheffau                         | 092,2    |
| Steiermark       | Graz und Graz-Umgebung           | 104,6    |

Das Sendegebiet erstreckt sich neben dem Wiener Stadtgebiet über Niederösterreich, das Burgenland, Oberösterreich, Tirol und die Steiermark.